# Eupithecia orana
Eupithecia orana là một loài bướm đêm trong họ Geometridae.